# 顿月多吉
顿月多吉（藏語：དོན་ཡོད་རྡོ་རྗེ，威利转写：don yod rdo rje；1463年—1512年3月23日），西藏歷史上仁蚌巴的领袖，明代帕竹政权官员，藏族，属于格氏族。
南喀堅贊的曾孙、诺布桑波的孙子、衮桑巴的第二子，为日喀则领袖。继续奉行支持藏传佛教噶举派对格鲁派打击政策，1480年，格鲁派反对噶玛派在拉萨建立寺庙，他发兵攻占拉萨，次年，在东郊建立寺院两座，将势力扩展到乃东、武力夺取乃邬宗宗本的溪卡，南下雅隆腹地。1490年，联合夏玛巴四世，建立羊八井寺。形成仁蚌巴与噶玛巴联合反对格鲁派势力。多次出兵拉萨，1492年，占领拉萨三处要地。1498年，借口亲属被拉萨行政官处死，全面占领拉萨。1503年，在拉萨建图丹群科寺，禁止色拉寺和哲蚌寺僧人参加拉萨法会。1517年，仁蚌巴势力在阿旺札西札巴的压力下才被迫退出拉萨。